# Koenraad Reichgelt
Gerard Reichgelt, met als kloosternaam Koenraad (Nijmegen, 23 december 1899 - Eindhoven 19 maart 1993) was de achtste generaal overste van de Broeders van Liefde.

## Levensloop
Gerard Reichgelt was de zoon van Jan Reichgelt en Adriana Verberck.
Als jongeman maakte hij kennis met de Broeders van Liefde en trad in de Congregatie op 8 juni 1917, samen met Warner De Beuckelaer. Hij legde zijn geloften af in 1918 en vernieuwde ze drie maal na elkaar, om op 8 september 1923 zijn eeuwige geloften uit te spreken.
Nadat hij zijn diploma had behaald, werd hij leraar in Eindhoven en Nijmegen. Vanaf 1938 werd hij ook directeur of kloosteroverste bij Nederlandse huizen van de Broeders van Liefde.
In 1946, toen zijn leeftijdsgenoot broeder Warner generaal overste werd, werd hij vierde generale assistent. In 1952 werd hij eerste generale assistent. Gelet op de zwakke gezondheid van vader Warner, werd hem in feite een rol van coadjutor opgelegd. Het was dan ook logisch dat hij in april 1958 tot opvolger van Warner verkozen werd. Hij leidde de congregatie behoedzaam door de conciliaire jaren. 
In 1966 werd hij ernstig ziek en in april 1967 bood hij zijn ontslag aan. Tot aan zijn dood in 1993 zou hij allerhande activiteiten uitoefenen die minder stress meebrachten. Hij hield zich onder meer onledig met opzoekingen over de geschiedenis van de Broeders van Liefde.